# Мошникофф, Йоуни
Йоуни Мошникофф (фин. Jouni Moshnikoff; 30 мая 1940, Петсамо — 29 мая 2012, Севеттиярви, Финляндия) — финский исследователь и автор учебников по колтта-саамскому языку, награждённый престижной премией Северных стран «Gollegiella» (2006) за вклад в сохранение саамских языков.